# Österreich-Rundfahrt 2000
L'Österreich-Rundfahrt 2000, cinquantaduesima edizione della corsa, si svolse dal 5 al 11 giugno su un percorso di 1132 km ripartiti in 8 tappe, con partenza da Gröbming e arrivo a Saalbach. Fu vinto dall'austriaco Georg Totschnig della Deutsche Telekom davanti al suo connazionale Hannes Hempel e all'italiano Maurizio Vandelli.

## Tappe
| Tappa  | Data      | Percorso                                   | km   | Vincitore di tappa   | Leader cl. generale |
| ------ | --------- | ------------------------------------------ | ---- | -------------------- | ------------------- |
| 1ª     | 5 giugno  | Gröbming > Gröbming                        | 151  | Giovanni Lombardi    | Giovanni Lombardi   |
| 2ª     | 6 giugno  | Gröbming > Großraming                      | 115  | Emanuele Negrini     | Emanuele Negrini    |
| 3ª     | 6 giugno  | Weyer > Maria Neustift (cron. individuale) | 22   | Gorazd Štangelj      | Gorazd Štangelj     |
| 4ª     | 7 giugno  | Großraming > St. Johann/Alpendorf          | 208  | Alessandro Bertolini | Matthias Kessler    |
| 5ª     | 8 giugno  | Sankt Johann im Pongau > Kitzbühel         | 144  | Georg Totschnig      | Matthias Kessler    |
| 6ª     | 9 giugno  | Kitzbühel > Lienz                          | 157  | Daniele Nardello     | Georg Totschnig     |
| 7ª     | 10 giugno | Lienz > Bad Hofgastein                     | 175  | Gerrit Glomser       | Georg Totschnig     |
| 8ª     | 11 giugno | Bad Hofgastein > Saalbach                  | 160  | Giovanni Lombardi    | Georg Totschnig     |
| Totale | Totale    | Totale                                     | 1132 |                      |                     |

## Dettagli delle tappe

### 1ª tappa
- 5 giugno: Gröbming > Gröbming – 151 km

| Pos. | Corridore         | Squadra      | Tempo    |
| ---- | ----------------- | ------------ | -------- |
| 1    | Giovanni Lombardi | Telekom      | 3h48'56" |
| 2    | Gerrit Glomser    | Panaria      | s.t.     |
| 3    | René Haselbacher  | Gerolsteiner | s.t.     |

| Pos. | Corridore         | Squadra      | Tempo    |
| ---- | ----------------- | ------------ | -------- |
| 1    | Giovanni Lombardi | Telekom      | 3h48'56" |
| 2    | Gerrit Glomser    | Panaria      | s.t.     |
| 3    | René Haselbacher  | Gerolsteiner | s.t.     |

### 2ª tappa
- 6 giugno: Gröbming > Großraming – 115 km

| Pos. | Corridore             | Squadra       | Tempo    |
| ---- | --------------------- | ------------- | -------- |
| 1    | Emanuele Negrini      | Cantina Tollo | 2h43'48" |
| 2    | Alexander Kastenhuber | Nurnberger    | a 2"     |
| 3    | Uroš Murn             | Telekom       | a 3'32"  |

| Pos. | Corridore             | Squadra       | Tempo    |
| ---- | --------------------- | ------------- | -------- |
| 1    | Emanuele Negrini      | Cantina Tollo | 6h32'44" |
| 2    | Alexander Kastenhuber | Nurnberger    | a 2"     |
| 3    | Giovanni Lombardi     | Telekom       | a 3'34"  |

### 3ª tappa
- 6 giugno: Weyer > Maria Neustift (cron. individuale) – 22 km

| Pos. | Corridore       | Squadra          | Tempo  |
| ---- | --------------- | ---------------- | ------ |
| 1    | Gorazd Štangelj | Liquigas-Pata    | 32'04" |
| 2    | Walter Bonca    | BOSCH Hausgeräte | a 20"  |
| 3    | Aleksandr Šefer | Alessio          | a 23"  |

| Pos. | Corridore       | Squadra          | Tempo    |
| ---- | --------------- | ---------------- | -------- |
| 1    | Gorazd Štangelj | Liquigas-Pata    | 7h08'20" |
| 2    | Walter Bonca    | BOSCH Hausgeräte | a 20"    |
| 3    | Aleksandr Šefer | Alessio          | a 23"    |

### 4ª tappa
- 7 giugno: Großraming > St. Johann/Alpendorf – 208 km

| Pos. | Corridore            | Squadra       | Tempo    |
| ---- | -------------------- | ------------- | -------- |
| 1    | Alessandro Bertolini | Alessio       | 5h17'48" |
| 2    | Marco Serpellini     | Lampre-Daikin | a 3"     |
| 3    | Matthias Kessler     | Telekom       | a 9"     |

| Pos. | Corridore            | Squadra       | Tempo     |
| ---- | -------------------- | ------------- | --------- |
| 1    | Matthias Kessler     | Telekom       | 12h27'20" |
| 2    | Marco Serpellini     | Lampre-Daikin | a 2'10"   |
| 3    | Alessandro Bertolini | Alessio       | a 4'09"   |

### 5ª tappa
- 8 giugno: Sankt Johann im Pongau > Kitzbühel – 144 km

| Pos. | Corridore         | Squadra           | Tempo    |
| ---- | ----------------- | ----------------- | -------- |
| 1    | Georg Totschnig   | Telekom           | 4h05'51" |
| 2    | Maurizio Vandelli | Stabil Steiermark | a 51"    |
| 3    | Hannes Hempel     | BOSCH Hausgeräte  | a 55"    |

| Pos. | Corridore        | Squadra       | Tempo     |
| ---- | ---------------- | ------------- | --------- |
| 1    | Matthias Kessler | Telekom       | 16h38'49" |
| 2    | Georg Totschnig  | Telekom       | a 51"     |
| 3    | Marco Serpellini | Lampre-Daikin | a 1'34"   |

### 6ª tappa
- 9 giugno: Kitzbühel > Lienz – 157 km

| Pos. | Corridore        | Squadra          | Tempo    |
| ---- | ---------------- | ---------------- | -------- |
| 1    | Daniele Nardello | Mapei            | 3h50'00" |
| 2    | Hannes Hempel    | BOSCH Hausgeräte | a 1'07"  |
| 3    | Arnold Eisel     | BOSCH Hausgeräte | s.t.     |

| Pos. | Corridore         | Squadra           | Tempo     |
| ---- | ----------------- | ----------------- | --------- |
| 1    | Georg Totschnig   | Telekom           | 20h30'47" |
| 2    | Hannes Hempel     | BOSCH Hausgeräte  | a 47"     |
| 3    | Maurizio Vandelli | Stabil Steiermark | a 1'11"   |

### 7ª tappa
- 10 giugno: Lienz > Bad Hofgastein – 175 km

| Pos. | Corridore            | Squadra | Tempo    |
| ---- | -------------------- | ------- | -------- |
| 1    | Gerrit Glomser       | Panaria | 5h37'34" |
| 2    | Josef Lontscharitsch |         | s.t.     |
| 3    | Werner Riebenbauer   |         | s.t.     |

| Pos. | Corridore         | Squadra           | Tempo     |
| ---- | ----------------- | ----------------- | --------- |
| 1    | Georg Totschnig   | Telekom           | 26h08'25" |
| 2    | Hannes Hempel     | BOSCH Hausgeräte  | a 51"     |
| 3    | Maurizio Vandelli | Stabil Steiermark | a 1'15"   |

### 8ª tappa
- 11 giugno: Bad Hofgastein > Saalbach – 160 km

| Pos. | Corridore            | Squadra | Tempo    |
| ---- | -------------------- | ------- | -------- |
| 1    | Giovanni Lombardi    | Telekom | 3h51'54" |
| 2    | Josef Lontscharitsch |         | s.t.     |
| 3    | Werner Riebenbauer   |         | s.t.     |

| Pos. | Corridore         | Squadra           | Tempo     |
| ---- | ----------------- | ----------------- | --------- |
| 1    | Georg Totschnig   | Telekom           | 30h00'19" |
| 2    | Hannes Hempel     | BOSCH Hausgeräte  | a 51"     |
| 3    | Maurizio Vandelli | Stabil Steiermark | a 1'15"   |

## Classifiche finali

### Classifica generale
| Pos. | Corridore           | Squadra                        | Tempo     |
| ---- | ------------------- | ------------------------------ | --------- |
| 1    | Georg Totschnig     | Team Deutsche Telekom          | 30h00'19" |
| 2    | Hannes Hempel       | BOSCH Hausgeräte-Sport Kärnten | a 51"     |
| 3    | Maurizio Vandelli   | Stabil Steiermark              | a 1'15"   |
| 4    | Gorazd Štangelj     | Liquigas-Pata                  | a 1'34"   |
| 5    | Walter Bonca        | BOSCH Hausgeräte-Sport Kärnten | a 2'09"   |
| 6    | Dainis Ozols        | MAT-Ceresit CCC                | a 2'44"   |
| 7    | Gerhard Trampusch   | Team Deutsche Telekom          | a 2'55"   |
| 8    | Hans Peter Obwaller |                                | a 3'41"   |
| 9    | Daniele Nardello    | Mapei-Quick Step               | a 4'27"   |
| 10   | Marco Serpellini    | Lampre-Daikin                  | a 5'12"   |